# 4933 Tylerlinder
A 4933 Tylerlinder (ideiglenes jelöléssel (4933) 1984 EN1) a Naprendszer kisbolygóövében található aszteroida. Henri Debehogne fedezte fel 1984. március 2-án.